# اوسوگی ساکائه
اوسوگی ساکائه (به ژاپنی: 大杉 栄 Ōsugi Sakae); ۱۷ ژانویهٔ ۱۸۸۵ – ۱۶ سپتامبر ۱۹۲۳) نویسنده، اسپرانتیست، روزنامه‌نگار، و مترجم اهل ژاپن بود.